# T-1123
T-1123は、化学兵器として開発されたカーバメート剤（神経ガス）である。